# عميرة علية الصغير
عميرة عليّة الصغيّر (أم الصمعة، 7 فيفري 1954) جامعي ومؤرخ تونسي ومدير لوحدة البحوث والدراسات التاريخية بالمعهد العالي لتاريخ الحركة الوطنية. من أبرز مؤلفاته كتاب المقاومة المسلحة في تونس  بالاشتراك مع المؤرخ عدنان منصر.

## تكوينه
زاول تعليمه الابتدائي بمسقط رأسه والثانوي بكل من مدينتي قبلي وقابس حتى أحرز على شهادة الباكالوريا آداب في جوان/حزيران 1974. ثم درس تعليمه العالي بفرنسا بجامعة العلوم الاجتماعية بغرونوبل وأحرز على الأستاذية في التاريخ في جوان 1981، وشهادة الدراسات المعمقة في سبتمبر/أيلول 1982.
عاد عميرة إلى تونس ليلتحق بكلية العلوم الإنسانية والاجتماعية بتونس فأحرز على شهادة الدكتوراه عام 1993 وتناول في أطروحته اليمين الفرنسي بتونس بين 1934 و1946. ثم حصل عام 2005 على دبلوم التأهيل الجامعي في التاريخ.
يشغل حاليا رتبة اساتذ تعليم عال وعضو المجلس العلمي للمعهد العالي لتاريخ الحركة الوطنيّة

## تجربته المهنية
- اشتغل بين 1982 و1996 أستاذا بالمعهد الثانوية لمادتي التاريخ والجغرافيا.
- وفي عام 1996 انتدب مدرسا باحثا بالجامعة التونسية، بالمعهد الأعلى لتاريخ الحركة الوطنية برتبة مساعد ثم أستاذ مساعد عام 1999، ثم *أستاذ محاضر عام 2005.
- أستاذ تعليم عال (2010)
- تولى فيما بين عامي 2000 و2007 مهمة رئيس تحرير مجلة روافد التي يصدرها المعهد الأعلى لتاريخ الحركة الوطنية. كما أنه منذ عام 2000 مدير لوحدة البحوث والدراسات التاريخية بنفس المعهد.

## مؤلفاته
صدرت له العشرات من البحوث في دوريات علمية صادرة بتونس وخارجها، كما صدرت له الكتب التاية:
- 1997, المقاومة المسلحة في تونس، ج 1 (1881-1939)، (بالاشتراك مع عدنان منصر)، منشورات المعهد الأعلى لتاريخ الحركة الوطنية، تونس.
- 2004, المقاومة المسلحة في تونس، ج 2 (1939-1956)، (بالاشتراك مع عدنان منصر)، منشورات المعهد الأعلى لتاريخ الحركة الوطنية، تونس.[2]
- 2004, المقاومة الشعبية في تونس في الخمسينات، انتفاضة المدن-الفلاقة-اليوسفية، مطبعة التسفير الفني - صفاقس.
- 2004, اليمين الفرنسي بتونس بين 1934 و1946 (بالفرنسية)، منشورات المعهد الأعلى لتاريخ الحركة الوطنية، تونس 2004.[3]
- 2007, اليوسفيون وتحرر المغرب العربي، تونس.
- 2008, موجز تاريخ الحركة الوطنية (جماعي)، تونس.
- 2010, في التحرر الاجتماعي والوطني: فصول من تاريخ تونس المعاصر، تونس.
- 2011, الحاكم بأمره بورقيبة الأول، تونس.
- 2012, الثورة في عيني مؤرخ.
- 2012, الثورة التونسيّة من خلال الوثائق، (تسيير واشتراك).
- 2014، المحاكمات السياسية في تونس (1956-2011)(تسيير واشتراك).
- 2015، انتهاكات حقوق الإنسان في تونس (1956-2011)(تسيير واشتراك).
- 2016، الإرهاب في تونس.الآباء والأبناء، دراسة في أسانيد الإرهاب وواقعه.
- 2017، الإرهاب والتّهريب في تونس. دراسات في الوضعيّة الراّهنة (تسيير واشتراك).
- 2018، مواقع من الذاكرة الوطنيّة (تونس1881-2014)،(تسيير واشتراك).

## مواضيع ذات صلة
- المعهد العالي لتاريخ الحركة الوطنية
- تاريخ تونس